# Cho Oyu 8201m – Field recordings from Tibet
Cho Oyu 8201m – Field recordings from Tibet is een ambientalbum uitgebracht door de artiest Biosphere onder zijn echte naam Geir Jenssen. Het is opgenomen in 2001 en uitgebracht in 2006.

## Overzicht
Geir Jenssen is buiten muzikant ook een verwoed bergbeklimmer, een hobby die hem ook inspireert in de zoektocht naar samples. In september en oktober 2001 beklom hij de Cho Oyu in de Himalaya (8201 meter) zonder extra zuurstof. Exact vijf jaar later in oktober 2006 bracht hij de geluiden die hij tijdens de beklimming had gemaakt uit op cd.

## Tracklist
1. "Zhangmu: Crossing a Landslide Area" - 4:25
2. "Tingri: The Last Truck" - 5:23
3. "Jobo Rabzang" - 2:55
4. "Chinese Base Camp: Near a Stone Shelter" - 4:28
5. "Palung: A Yak Caravan Is Coming" - 4:56
6. "Cho Oyu Base Camp: Morning" - 8:34
7. "Nangpa La: Birds Feeding on Biscuits" - 5:09
8. "Camp 1: Himalayan Nightflight" - 2:38
9. "Camp 1.5: Mountain Upon Mountain" - 1:35
10. "Camp 2: World Music on the Radio" - 3:25
11. "Camp 3: Neighbours on Oxygen" - 2:16
12. "Summit" - 2:31